# Culture aquitanique
 (juin 2023).
Si vous disposez d'ouvrages ou d'articles de référence ou si vous connaissez des sites web de qualité traitant du thème abordé ici, merci de compléter l'article en donnant les références utiles à sa vérifiabilité et en les liant à la section « Notes et références ».
La culture aquitanique comprend les langues et les traits culturels des Aquitains antiques. Leurs langues sont dites aquitaniennes, en particulier l'aquitain ou aquitanien.
Leurs langues ne sont pas documentées mais de nombreux noms de personne aquitains figurent sur des inscriptions latines. Beaucoup sont intelligibles par le basque, on parle donc aussi de proto-basque.
Cette constatation, renforcée par les témoignages antiques ainsi que la cohérence et les spécificités phonétiques de la langue gasconne, conduit à penser que les Aquitains antiques parlaient des langues apparentées au basque. L'analyse de la toponymie conforte cette thèse.